# Peter-Paul Heinemann
Peter-Paul Heinemann (Aussprache [peːtəɹˌpɑu̯l ˈhɛjːnəman], * 1931 in Köln; † 23. Februar 2003 in Fellingsbro, Schweden) war Arzt und Radiomoderator. Er gilt als Begründer der Mobbingforschung.

## Leben
Peter-Paul Heinemann flüchtete 1938 im Alter von sieben Jahren aufgrund der Judenverfolgungen nach Schweden.
Im Krankenhaus Örebro war er Oberarzt für allgemeine Chirurgie. Bereits in den 1970ern wurde Mobbing durch ihn nach einer Artikelreihe in einer schwedischen Tageszeitung (Dagens Nyheter) ein viel diskutierter Begriff. Die Diskussion löste Peter-Paul Heinemann 1969 durch einen in der Zeitschrift Liberal Debatt veröffentlichten Artikel über Apartheidsphänomene und Mobbingverhalten aus, wo er Bezug auf den Begriff Mobbing nahm, wie er in Konrad Lorenz’ Buch „Das sogenannte Böse“ verwendet wird.
Im Radiosender P1 in den Jahren 1980 bis 1994 antwortete er als „Radiodoktor“ auf Hörerbriefe, wofür er 1984 mit dem großen Journalistenpreis von Bonnier belohnt wurde. Heinemann hat Bücher über Krankheiten sowie über Mobbing und Drogenmissbrauch geschrieben.
Heinemann war im ethischen Rat für die Frage der Bergung der 1994 in der Ostsee gesunkenen Fähre Estonia. Er engagierte sich in den jüdischen Kreisen und arbeitete im Oktober 1991 an einem Seminar über den Holocaust mit.
Am Morgen des 23. Februar 2003 verstarb Peter-Paul Heinemann im Schlaf zu Hause in Fellingsbro. Der damals 71-Jährige hatte zuvor schon mehrere Jahre an Herzproblemen gelitten.